# Радіант (комікс)
Радіант (фр. Radiant) — манфра (комікс у стилі манґа, створений у Франції) та його аніме-екранізація. Українською комікс видається з 2020 року, наразі ліцензовано девʼять томів.

## Сюжет
Події сюжету стаються у магічному світі, який у свому рівні розвитку нагадує європейське середньовіччя. Кілька років тому сталася невідома катастрофа, внаслідок якої світ почали атакувати жахливі істоти, відомі як немезиди. Боротися з ними можуть лише чаклуни, проте багато людей вважають їх також небезпечними. Головний герой серії — молодий хлопець-чаклун, на ім'я Сет, який бажає знайти та знищити Радіант — невідоме місце, у якому створюють немезид.

## Перелік персонажів
- Сет (яп. セト) — хлопець-чаклун, що був врятований однорукою відьмою, на ім'я Альма.

- Сейю — Ханаморі Юмірі

- Мелі (яп. メリ) — дівчина, яку Сет зустрів під час пошуку Радіанта.

- Сейю — Аой Юкі

- Альма (яп. アルマ) — однорука відьма, що втратила усі спогади про своє минуле. Вона прокинулася важко пораненою (внаслідок чого втратила праву руку) поруч з Сетім, якій був дуже молодим й ще нічого не розумів. Вважаючи, що він може допомогти її повернути власні спогади, Альма усиновила його й виховала з нього доброго чаклуна.

- Сейю — Паку Ромі

## Перелік томів
| №  | Французькою       | Французькою            | Українською | Українською        |
| №  | Дата виходу       | ISBN                   | Дата виходу | ISBN               |
| -- | ----------------- | ---------------------- | ----------- | ------------------ |
| 1  | 4 липня 2013      | ISBN 978-2-35910-391-5 | 2020        | ISBN 9786177678488 |
| 2  | 7 червня 2014     | ISBN 978-2-35910-486-8 | 2021        | ISBN 9786177678532 |
| 3  | 27 лютого 2015    | ISBN 978-2-35910-505-6 | 2021        | ISBN 9786177678631 |
| 4  | 20 листопада 2015 | ISBN 978-2-35910-862-0 | 2021        | ISBN 9786177678815 |
| 5  | 8 липня 2016      | ISBN 978-2-35910-966-5 | 2022        | ISBN 9786178109127 |
| 6  | 2 грудня 2016     | ISBN 979-10-3350-096-4 |             |                    |
| 7  | 3 липня 2017      | ISBN 979-10-3350-450-4 |             |                    |
| 8  | 1 грудня 2017     | ISBN 979-10-3350-487-0 |             |                    |
| 9  | 25 травня 2018    | ISBN 979-10-3350-545-7 |             |                    |
| 10 | 21 вересня 2018   | ISBN 979-10-3350-555-6 |             |                    |
| 11 | 22 лютого 2019    | ISBN 979-10-3350-929-5 |             |                    |
| 12 | 30 серпня 2019    | ISBN 979-10-3350-964-6 |             |                    |
| 13 | 31 січня 2020     | ISBN 979-10-3350-976-9 |             |                    |
| 14 | 28 серпня 2020    | ISBN 979-10-3350-983-7 |             |                    |
| 15 | 1 жовтня 2021     | ISBN 979-10-3351-248-6 |             |                    |
| 16 | 1 квітня 2022     | ISBN 979-10-3351-187-8 |             |                    |
| 17 | 2 грудня 2022     | ISBN 979-10-3351-408-4 |             |                    |

## Перелік серій аніме

### Перший сезон
| № серії | Назва серії | Оригінальна дата показу | Дата показу англійською |
| ------- | --- | ----------------------- | ----------------------- |
| 1       | «The Young Sorcerer -Seth-» Транслітерація: «Mahōtsukai no shōnen -Seth-» (яп. 魔法使いの少年 -Seth-)                                         | 6 жовтня 2018           | 2 Січня 2021            |
| 2       | «True Courage -Bravery-» Транслітерація: «Hontō no yūki -Bravery-» (яп. 本当の勇気 -Bravery-)                                                 | 13 жовтня 2018          | 9 Січня 2021            |
| 3       | «The Day of Departure -Alma-» Транслітерація: «Tabidachinohi -Alma-» (яп. 旅立ちの日 -Alma-)                                                  | 20 жовтня 2018          | 16 Січня 2021           |
| 4       | «A Meeting in the Sky -Encounter-» Транслітерація: «Ōzora no deai -Encounter-» (яп. 大空の出会い -Encounter-)                                 | 27 жовтня 2018          | 23 Січня 2021           |
| 5       | «A Paradise of Wisdom and Hope -Artemis-» Транслітерація: «Eichi to kibō no rakuen -Artemis-» (яп. 英知と希望の楽園 -Artemis-)                | 3 листопада 2018        | 30 Січня 2021           |
| 6       | «Drops of Friendship -Melie-» Транслітерація: «Yūjō no shizuku -Melie-» (яп. 友情の雫 -Mélie-)                                                | 10 листопада 2018       | 6 Лютого 2021           |
| 7       | «The Beast of the Underground Water System -Monster-» Транслітерація: «Chika suidō ni hisomu mono -Monster-» (яп. 地下水道に潜む者 -Monster-) | 17 листопада 2018       | 13 Лютого 2021          |
| 8       | «Proof of Strength -Progress-» Транслітерація: «Tsuyo-sa no shōmei -Progress-» (яп. 強さの証明 -Progress-)                                    | 24 листопада 2018       | 20 Лютого 2021          |
| 9       | «Those Who Hunt Heretics -Inquisition-» Транслітерація: «Itan o karu-mono-tachi -Inquisition-» (яп. 異端を狩る者たち -Inquisition-)           | 1 грудня 2018           | 27 Лютого 2021          |
| 10      | «Broom of Memories -Memory-» Транслітерація: «Omoide no hōki -Memory-» (яп. 思い出の箒 -Memory-)                                              | 8 грудня 2018           | 6 Березня 2021          |
| 11      | «The City That Roars Like Thunder -Rumble Town-» Транслітерація: «Gōon to kensō no machi -Rumble Town-» (яп. 轟音と喧騒の街 -Rumble Town-)    | 15 грудня 2018          | 13 Березня 2021         |
| 12      | «The Shadow Lurking in the City -Darkness-» Транслітерація: «Machi ni sukuu yami -Darkness-» (яп. 街に巣食う闇 -Darkness-)                    | 22 грудня 2018          | 20 Березня 2021         |
| 13      | «Overture of Turbulence -Storm-» Транслітерація: «Dōran jokyoku -Storm-» (яп. 動乱序曲 -Storm-)                                               | 29 грудня 2018          | 27 Березня 2021         |
| 14      | «The Bell Tolls the Sound of Destruction -Catastrophe-» Транслітерація: «Hōkai no kanenone -Catastrophe-» (яп. 崩壊の鐘の音 -Catastrophe-)    | 5 січня 2019            | 3 Квітня 2021           |
| 15      | «With Fists Like Shooting Stars -Burst-» Транслітерація: «Sono kobushi wa ryuusei no you ni -Burst-» (яп. その拳は流星のように -Burst-)       | 12 січня 2019           | 10 Квітня 2021          |
| 16      | «Fly High and Pierce Through the Storm -Rising-» Транслітерація: «Arashi ugachi maiagare -Rising-» (яп. 嵐穿ち舞い上がれ -Rising-)            | 19 січня 2019           | 17 Квітня 2021          |
| 17      | «To Stop the Sound of the Wind -Serenade-» Транслітерація: «Ima kazenone o tomete -Serenade-» (яп. いま風の音を止めて -Serenade-)             | 26 січня 2019           | 24 Квітня 2021          |
| 18      | «The Light That Follows the Darkness -Awakening-» Транслітерація: «Yami no ato no hikari -Awakening-» (яп. 闇のあとの光 -Awakening-)          | 2 лютого 2019           | 1 Травня 2021           |
| 19      | «The World That You Changed -Relief-» Транслітерація: «Kimi ga kaeta sekai -Relief-» (яп. 君が変えた世界 -Relief-)                            | 9 лютого 2019           | 8 Травня 2021           |
| 20      | «Omen -Sign-» Транслітерація: «Yochō -Sign-» (яп. 予兆 -Sign-)                                                                                | 16 лютого 2019          | 15 Травня 2021          |
| 21      | «In Search of the Future -Utopia-» Транслітерація: «Mirai o motomete -Utopia-» (яп. 未来を求めて -Utopia-)                                    | 23 лютого 2019          | 22 Травня 2021          |

### Другий сезон
| № серії (загалом) | № серії (в сезоні) | Назва серії | Оригінальна дата показу | Дата показу англійською |
| ----------------- | ------------------ | --- | ----------------------- | ----------------------- |
| 22                | 1                  | «Toward a New Adventure -Overture-» Транслітерація: «Aratanaru bōken e -Overture-» (яп. 新たなる冒険へ -Overture-)                                               | 2 жовтня 2019           | 29 Травня 2021          |
| 23                | 2                  | «An Encounter in the Rain -Mist-» Транслітерація: «Kirisame no Kaikō -Mist-» (яп. 霧雨の邂逅 -Mist-)                                                             | 9 жовтня 2019           | 5 Червня 2021           |
| 24                | 3                  | «The City of Knights -Caislean Merlin-» Транслітерація: «Kishi no To -Caislean Merlin-» (яп. 騎士の都 -Caislean Merlin-)                                         | 16 жовтня 2019          | 12 Червня 2021          |
| 25                | 4                  | «The Bringer of Calamity -Dullahan-» Транслітерація: «Wazawai wo yobu mono -Dullahan-» (яп. 災いをよぶ者 -Dullahan-)                                             | 23 жовтня 2019          | 19 Червня 2021          |
| 26                | 5                  | «Silent Rain, Distant Hearts -Rain-» Транслітерація: «Amaoto shizukani kokoro wa tōku -Rain-» (яп. 雨音静かに心は遠く -Rain-)                                    | 30 жовтня 2019          | 26 Червня 2021          |
| 27                | 6                  | «His Name Is -Diabal-» Транслітерація: «Ka no Mono no Nawa -Diabal-» (яп. 彼の者の名は -Diabal-)                                                                 | 6 листопада 2019        | 3 Квітня 2021           |
| 28                | 7                  | «The Spectre Battle -Spectre-» Транслітерація: «Supekutoru kōbō-sen -Spectre-» (яп. スペクトル攻防戦 -Spectre-)                                                  | 13 листопада 2019       | 10 Квітня 2021          |
| 29                | 8                  | «Seth in the Forest of Time -Caillte-» Транслітерація: «Toki no Mori no Seto -Caillte-» (яп. 時の森のセト -Caillte-)                                             | 20 листопада 2019       | 17 Квітня 2021          |
| 30                | 9                  | «The Palace of Schemes -Palace-» Транслітерація: «Bōryaku no Ōkyū -Palace-» (яп. 謀略の王宮 -Palace-)                                                            | 27 листопада 2019       | 24 Квітня 2021          |
| 31                | 10                 | «The Qualifications of a Knight -Quality-» Транслітерація: «Kishi no Shikaku -Quality-» (яп. 騎士の資格 -Quality-)                                               | 4 грудня 2019           | 31 Квітня 2021          |
| 32                | 11                 | «Now, Feel the World -Resonance-» Транслітерація: «Ima Sekai wo Kanjite -Resonance-» (яп. いま世界を感じて -Resonance-)                                          | 11 грудня 2019          | 7 Серпня 2021           |
| 33                | 12                 | «The Truth Is Like a Curse -Ocoho-» Транслітерація: «Shinjitsu wa Noroi no Yō ni -Ocoho-» (яп. 真実は呪いのように -Ocoho-)                                       | 18 грудня 2019          | 14 Серпня 2021          |
| 34                | 13                 | «Your Decision -Knighthood-» Транслітерація: «Kimi no Ketsui -Knighthood-» (яп. 君の決意 -Knighthood-)                                                           | 25 грудня 2019          | 21 Серпня 2021          |
| 35                | 14                 | «The Final Battlefield -Battlefield-» Транслітерація: «Kessen no Daichi -Battlefield-» (яп. 決戦の大地 -Battlefield-)                                            | 8 січня 2020            | 28 Серпня 2021          |
| 36                | 15                 | «Led to the Abyss by a Melody of Death -Harmonizium-» Транслітерація: «Naraku e Izanau Horobi no Shirabe -Harmonizium-» (яп. 奈落へ誘う滅びの調べ -Harmonizium-) | 15 січня 2020           | 4 Вересня 2021          |
| 37                | 16                 | «The Light of Life is Extinguished -Tragedy-» Транслітерація: «Kie Yuku Inochi no Tomoshibi -Tragedy-» (яп. 消えゆく命の灯火 -Tragedy-)                          | 22 січня 2020           | 11 Вересня 2021         |
| 38                | 17                 | «The Black Dragon Descends -Pen Draig-» Транслітерація: «Kuroki Ryū wa Maiorita -Pen Draig-» (яп. 黒き竜は舞い降りた -Pen Draig-)                                | 29 січня 2020           | 18 Вересня 2021         |
| 39                | 18                 | «The Will of the People Shines Bright -Resistance-» Транслітерація: «Kagayaku wa Hito no Ishi -Resistance-» (яп. 輝くは人の意思 -Resistance-)                    | 5 лютого 2020           | 25 Вересня 2021         |
| 40                | 19                 | «I Can't Hear Your Voice -Myrddin-» Транслітерація: «Kiminokoe ga Kikoenai -Myrddin-» (яп. 君の声が聞こえない -Myrddin-)                                         | 12 лютого 2020          | 2 Жовтня 2021           |
| 41                | 20                 | «A Bouquet of Flowers for This Land -Fantasia-» Транслітерація: «Kono Daichi ni Hanataba o -Fantasia-» (яп. この大地に花束を -Fantasia-)                         | 19 лютого 2020          | 9 Жовтня 2021           |
| 42                | 21                 | «The Future is With You -Eternity-» Транслітерація: «Mirai wa Kimi to Tomoni -Eternity-» (яп. 未来は君とともに -Eternity-)                                       | 26 лютого 2020          | 16 Жовтня 2021          |

## Нотатки
1. 1 2  All English episode titles are taken from Crunchyroll.